# Амфіміксис
Амфімі́ксис (грец. αμφι — обидва і μιξις— змішання) — найпоширеніший тип статевого процесу, при якому відбувається злиття ядер чоловічої і жіночої статевих клітин. 
Термін «Амфіміксис» був запропонований у 1880-х роках німецьким біологом Августом Вейсманом для позначення змішання спадкових зачатків батьківської і материнської особин при статевому розмноженні.